# JR Hokkaido série KiHa 261
La série KiHa 261 (キハ261系, KiHa 261-kei) est un type d'autorail diesel exploité par la compagnie Hokkaido Railway Company (JR Hokkaido) sur les services Limited Express.

## Description
La série KiHa 261 se divise en trois sous-séries :
- la série KiHa 261-0, qui comprend 14 voitures construites de 1998 à 2001, et qui roule principalement sous la forme de rames de 4 voitures. Les voitures possédaient une pendulation active, mais qui a été désactivée en 2014.
- la série KiHa 261-1000, qui comprend 154 voitures construites construite de 2006 à 2022 et qui roule principalement sous la forme de rames de 4 à 6 voitures. Il s'agit d'une version améliorée de la série KiHa 261-0. Les voitures possédaient également une pendulation active qui a été désactivée en 2014, et les voitures construites après 2014 n'ont pas été équipées.
- la série KiHa 261-5000, qui comprend 2 rames de 5 voitures construites en 2020 et en 2021. Les rames ont un aménagement intérieur différent dédié au tourisme et portent des livrées spécifiques (rose Hamanasu et violet Lavender)[3].

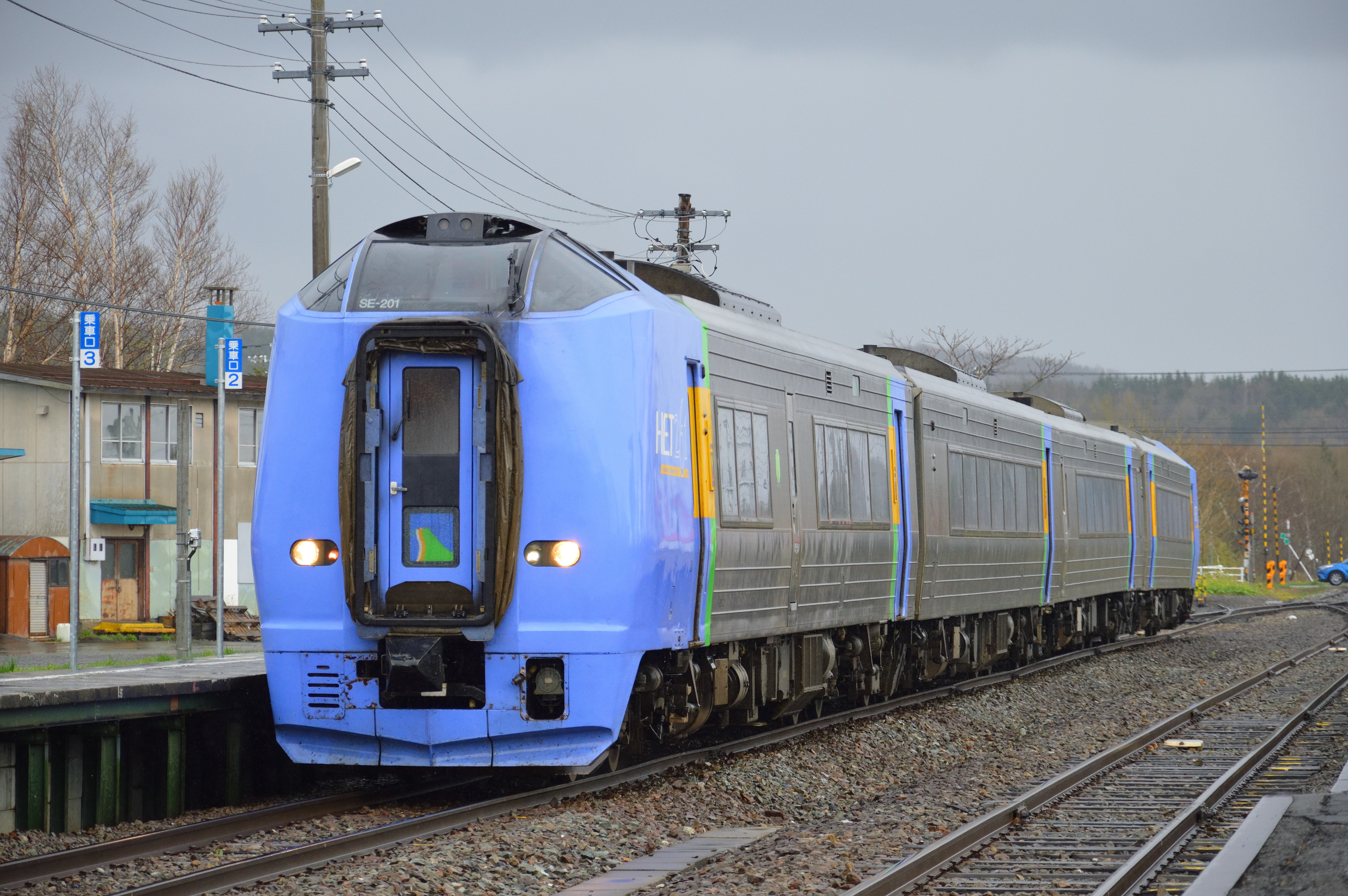
Série KiHa 261-0.
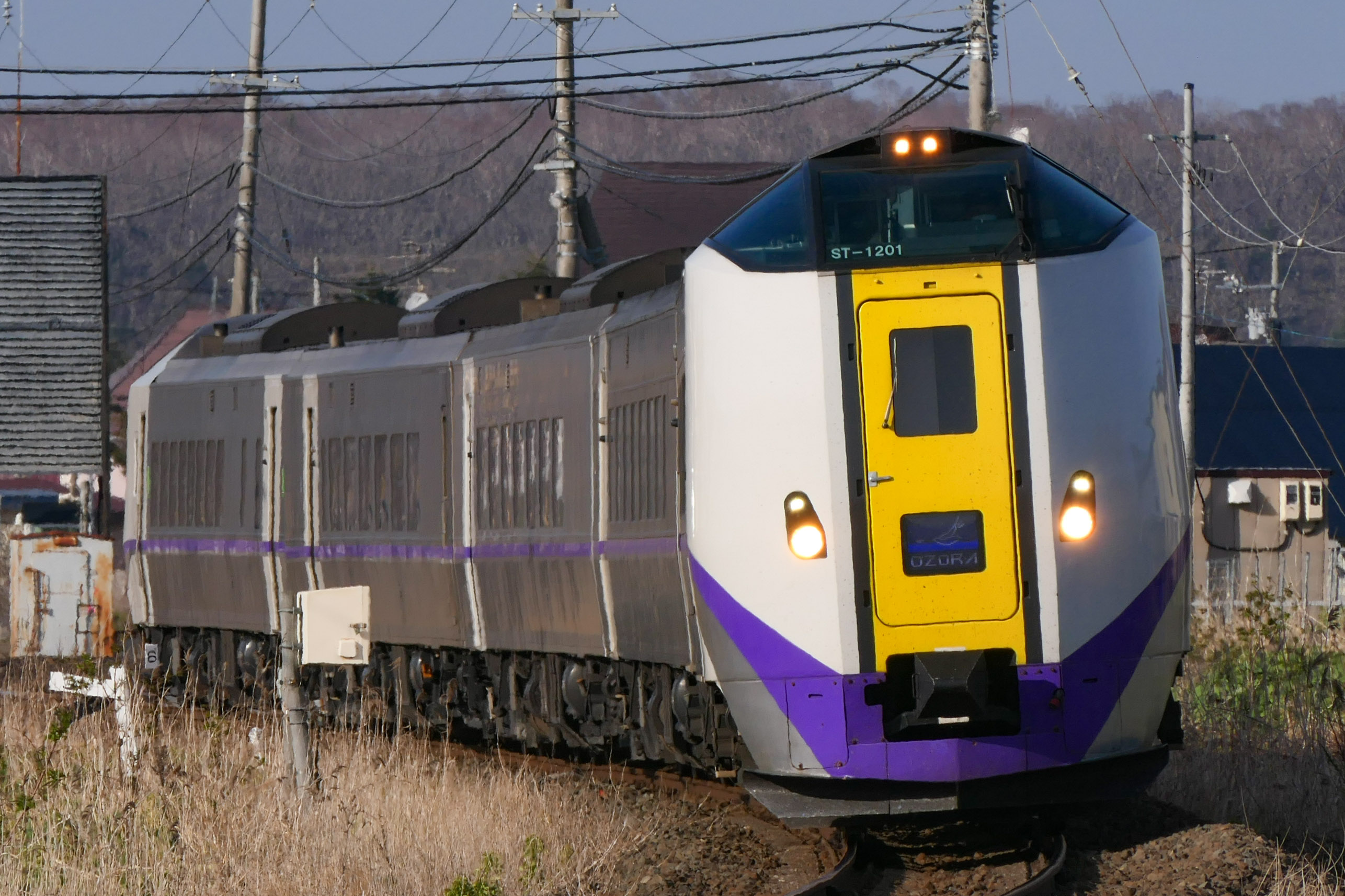
Série KiHa 261-1000.
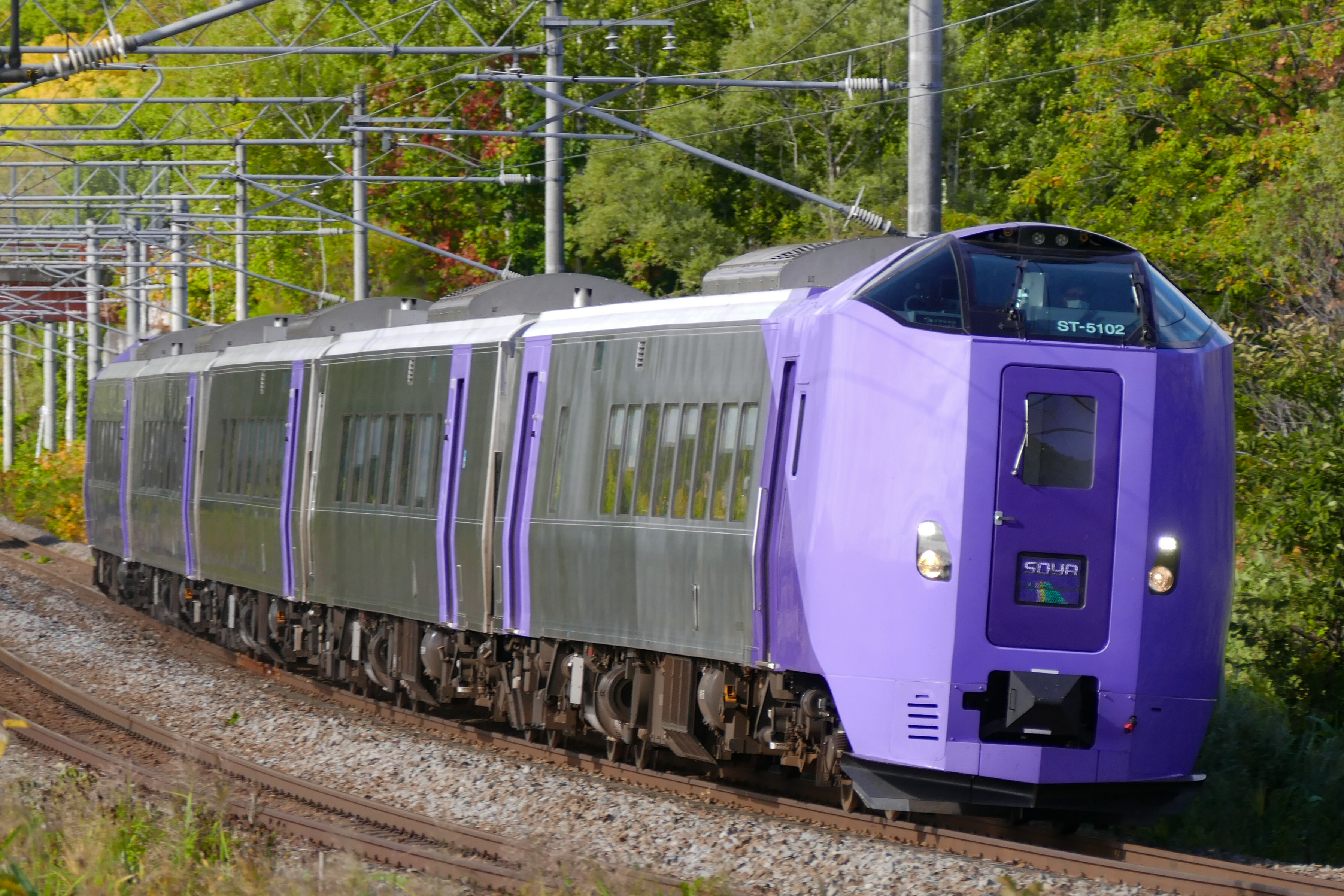
Série KiHa 261-5000 (livrée Lavender).

## Histoire
Les premiers rames ont été introduites sur les services Super Sōya le 11 mars 2000.

## Affectation
Les rames de la série KiHa 261-0 assurent les services Sōya entre Sapporo et Wakkanai et les services Sarobetsu entre Asahikawa et Wakkanai.
Les rames de la série KiHa 261-1000 assurent les services Hokuto entre Hakodate et Sapporo, les services Ōzora entre Sapporo et Kushiro et les services Tokachi entre Sapporo et Obihiro.
Les rames de la série KiHa 261-5000 assurent des services touristiques sur différents parcours, mais peuvent également servir de rames de remplacement sur des services réguliers.

## Galerie photos

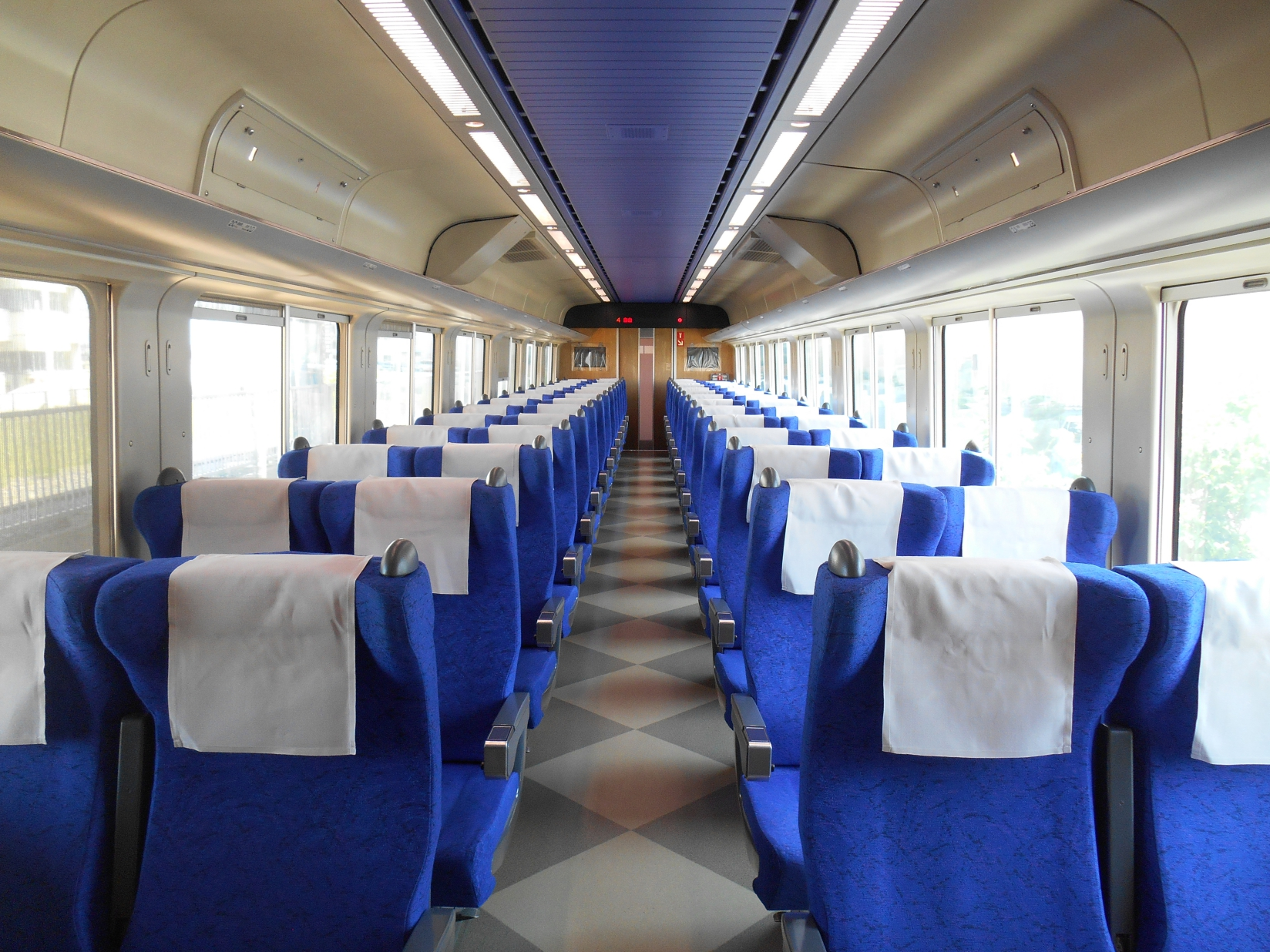
Intérieur de la série KiHa 261-0.
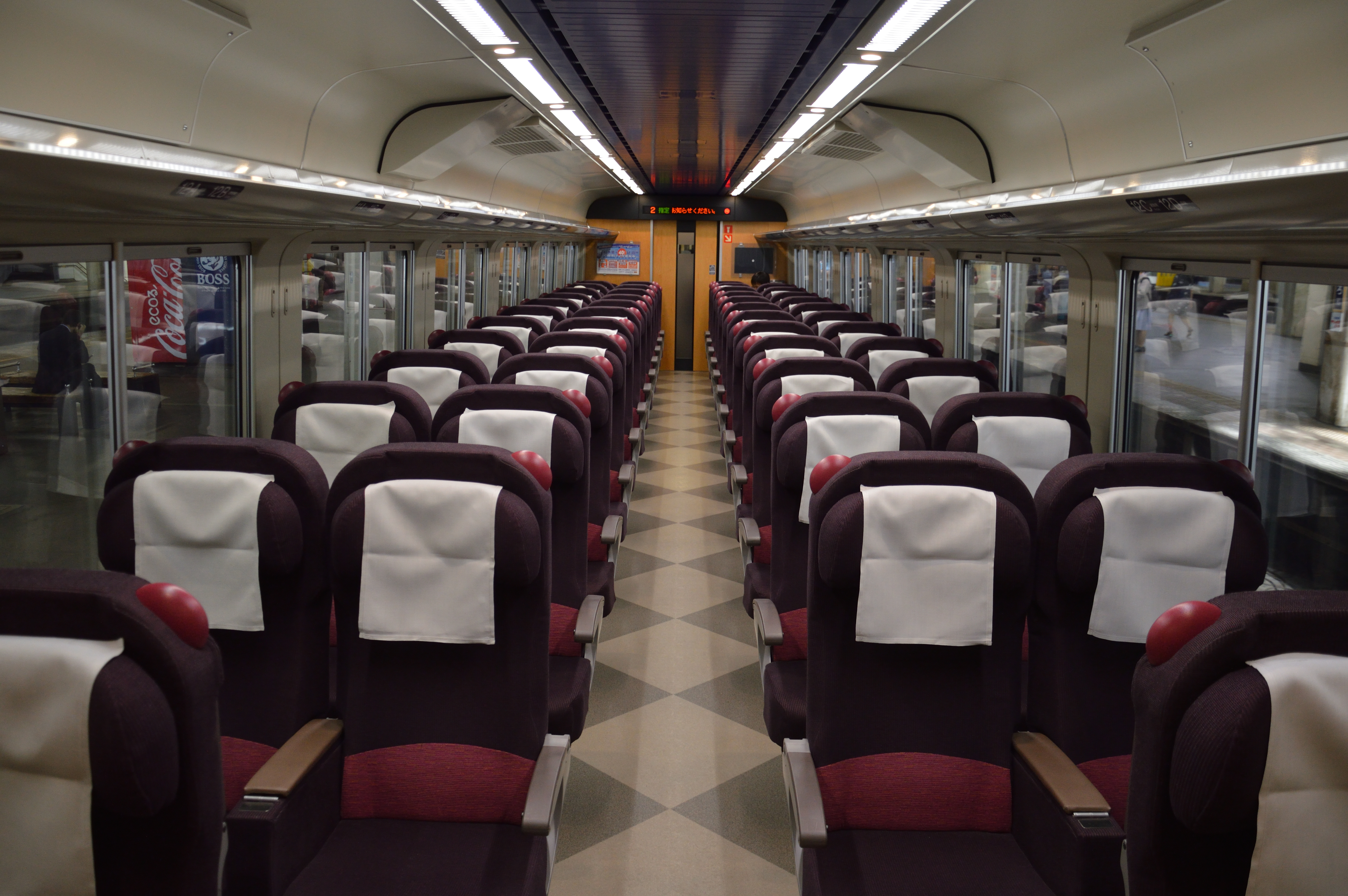
Intérieur de la série KiHa 261-1000.
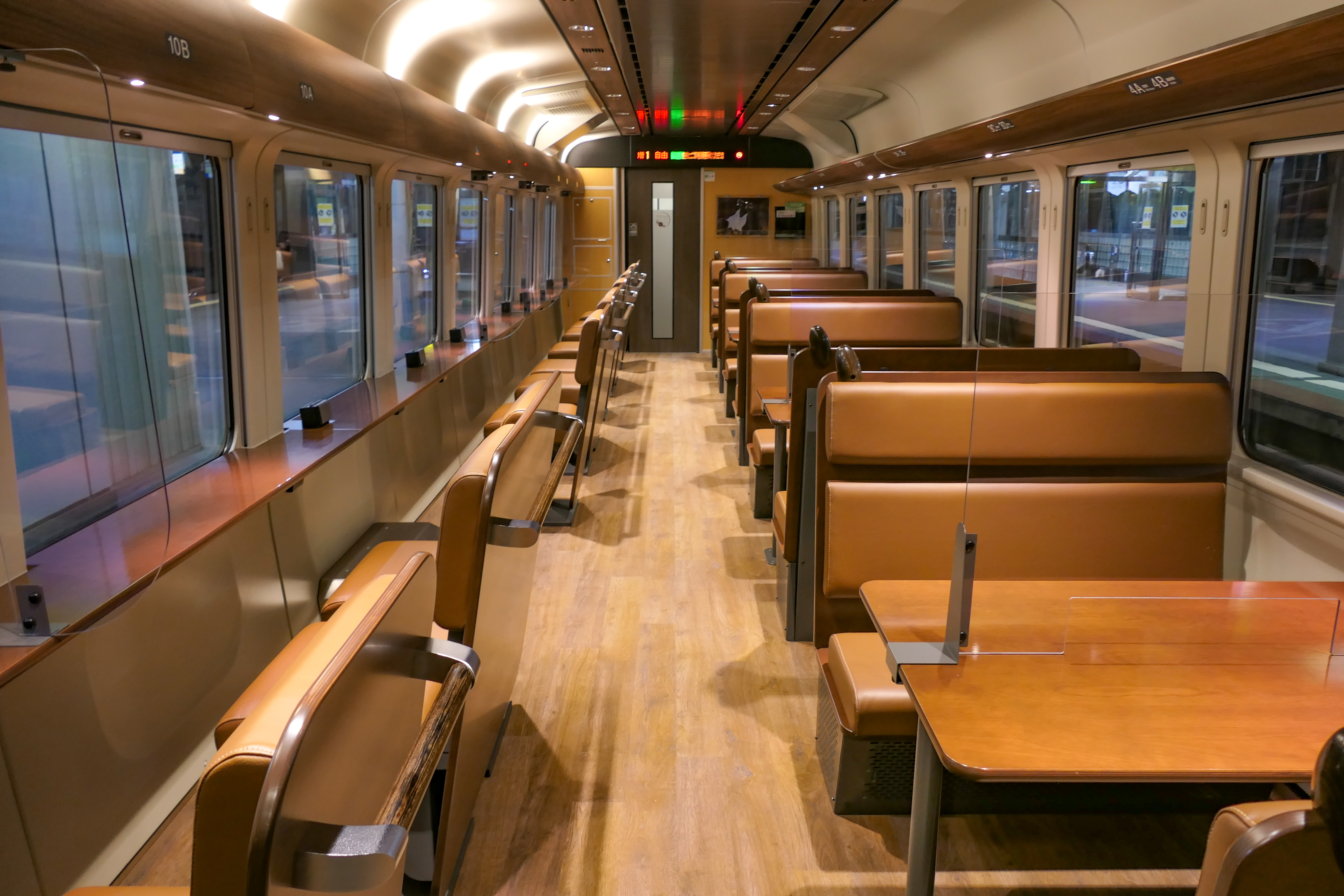
Intérieur de la série KiHa 261-5000.